# Лориньян
Лориньян (порт. Lourinhã; [lo(u)ɾi'ɲɐ̃]) — посёлок городского типа в Португалии, центр одноимённого муниципалитета в составе округа Лиссабон. Численность населения — 8,8 тыс. жителей (посёлок), 24,6 тыс.жителей (муниципалитет). Посёлок и муниципалитет входит в регион Центральный регион и субрегион Оэште. По старому административному делению входил в провинцию Эштремадура.

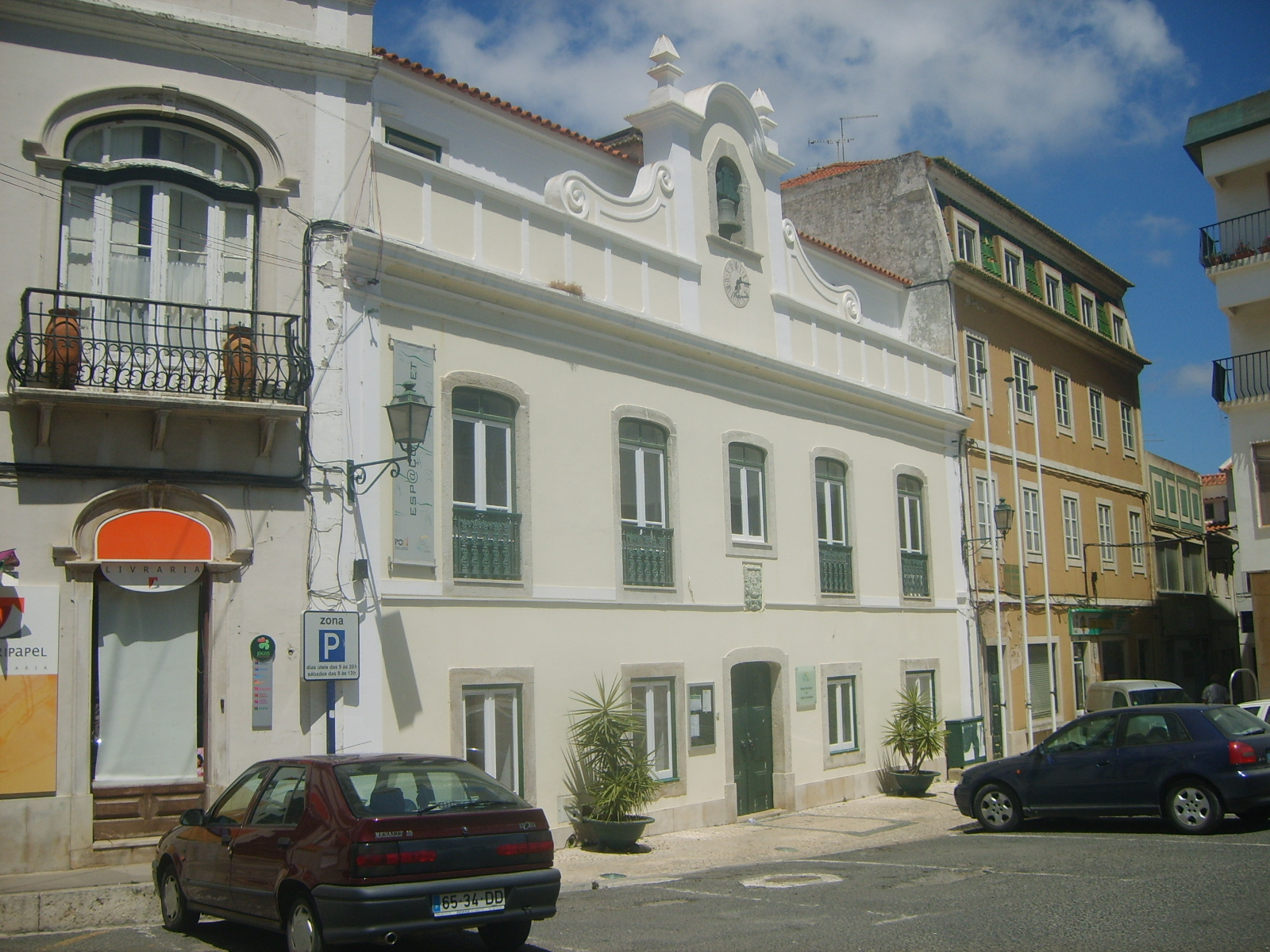

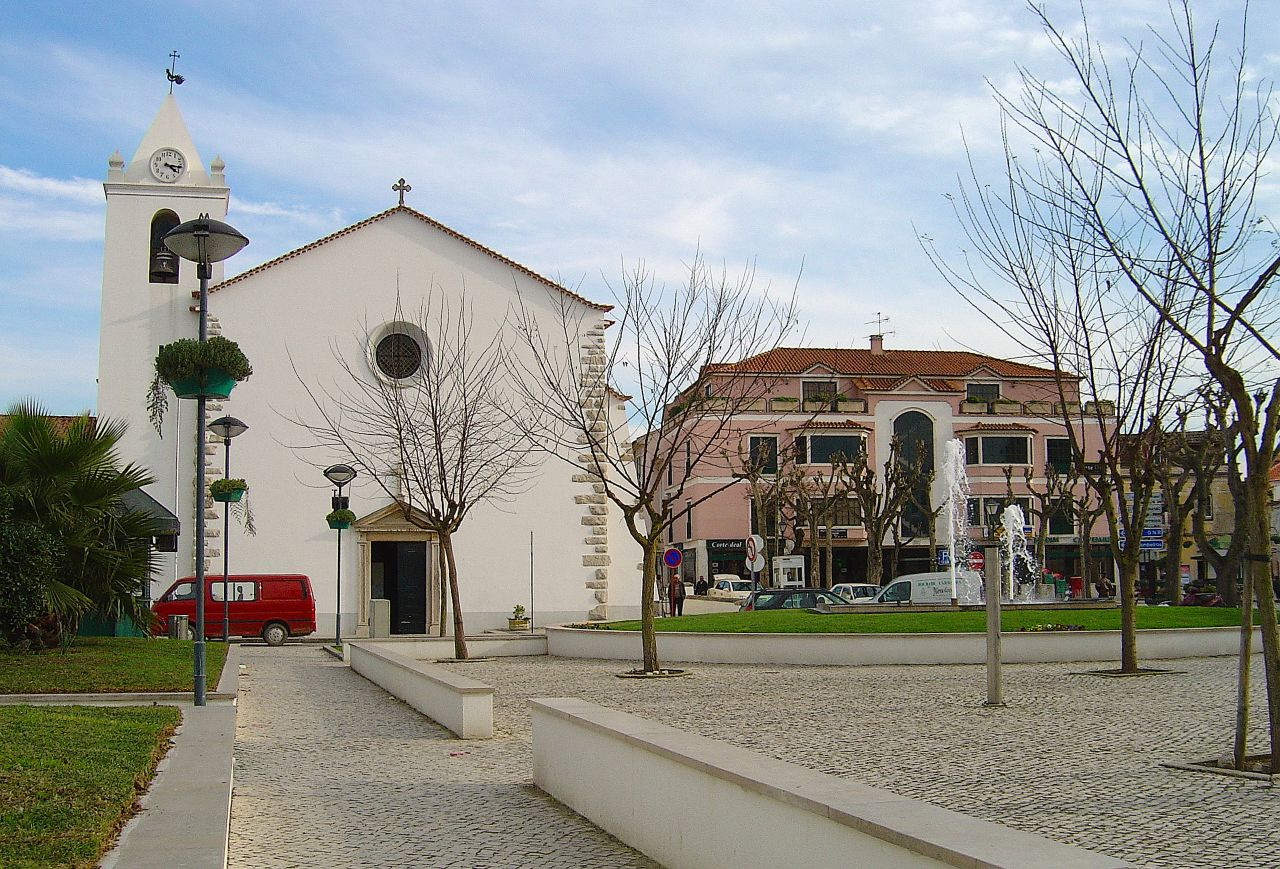
Монастырь Санту-Антониу

## Расположение
Посёлок расположен в северной части округа Лиссабон на берегу Атлантического океана.
Расстояние до:
- Лиссабон = 60 км
- Лейрия = 72 км
- Сантарен = 54 км

Муниципалитет граничит:
- на севере — муниципалитет Пенише и Обидуш
- на северо-востоке — муниципалитет Бомбаррал
- на юго-востоке — муниципалитет Кадавал
- на юге — муниципалитет Торреш-Ведраш
- на западе — Атлантический океан

## Население
| Население муниципалитета Лориньян (1801—2004) | Население муниципалитета Лориньян (1801—2004) | Население муниципалитета Лориньян (1801—2004) | Население муниципалитета Лориньян (1801—2004) | Население муниципалитета Лориньян (1801—2004) | Население муниципалитета Лориньян (1801—2004) | Население муниципалитета Лориньян (1801—2004) | Население муниципалитета Лориньян (1801—2004) | Население муниципалитета Лориньян (1801—2004) |
| --------------------------------------------- | --------------------------------------------- | --------------------------------------------- | --------------------------------------------- | --------------------------------------------- | --------------------------------------------- | --------------------------------------------- | --------------------------------------------- | --------------------------------------------- |
| 1801                                          | 1849                                          | 1900                                          | 1930                                          | 1960                                          | 1981                                          | 1991                                          | 2001                                          | 2004                                          |
| 3366                                          | 6481                                          | 12 154                                        | 17 049                                        | 22 927                                        | 21 245                                        | 21 596                                        | 23 265                                        | 24 601                                        |

## История
Поселок основан в 1160 году.

## Районы
- Аталайа
- Вимейру
- Лориньян
- Мартелейра
- Мирагайа
- Мойта-душ-Феррейруш
- Моледу
- Регенгу-Гранде
- Рибамар
- Сан-Бартоломеу-душ-Галегуш
- Санта-Барбара